# 신경외과

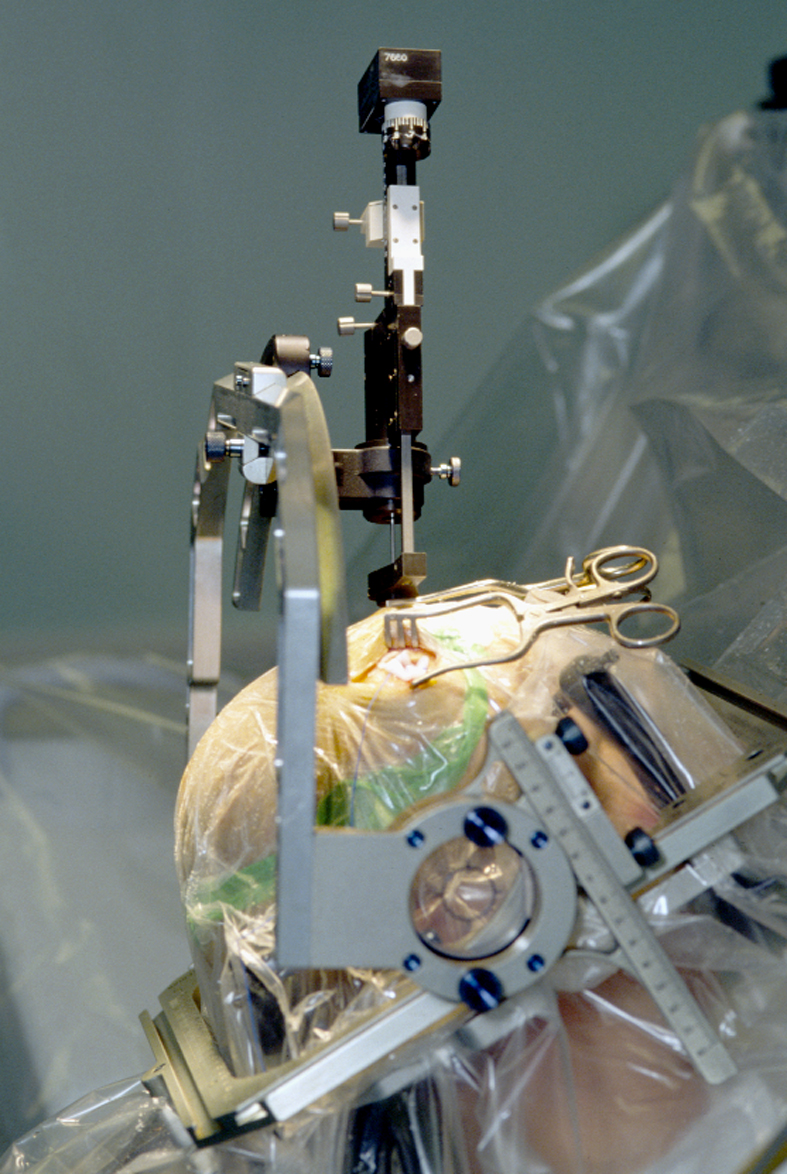
파킨슨 수술

신경외과(神經外科, neurosurgery 또는 neurological surgery)는 뇌·척수를 비롯한 모든 신경계의 외과적 질환을 취급하는 분야이다.

## 역사
중국, 프랑스, 페루 등지의 신석기시대 유적에서 머리뼈에 인위적인 구멍을 만든 뒤 치유과정에 있는 두개골이 발굴되고 있어 이 무렵부터 뇌신경외과적인 시도가 이루어진 것으로 여겨진다. 기원전 17세기에 쓰여진 고대 이집트의 《에드윈 스미스 파피루스》에는 머리와 척추 외상에 대한 기술이 있어 뇌신경외과학에서 가장 오래된 저술로 알려져 있다. 더 나아가 천두술의 가장 오래된 기록은 히포크라테스가 남긴 것이다. 개두술은 기원전 전후 인도와 중국 대륙에서 이루어졌다고 하는데, 근대 의학에서는 마취와 소독이 발달한 19세기 말인 1872년에 윌리엄 메이웬이 최초로 뇌종양을 제거했다.
20세기 전반에 미국의 하비 쿠싱과 월터 댄디에 의해 뇌신경외과학은 크게 발전했다. 쿠싱은 뇌종양의 술식을 개발했고, 또, 지혈용 클립이나 전기 응고기법을 창안했다. 한편 댄디는 뇌실에 뇌척수액을 공기로 대체한 뒤 1895년 발견된 엑스선으로 뇌의 사진을 찍는 뇌실촬영술(ventriculography)을 1918년에 개발했다. 또 뇌 심부 종양 수술과 뇌동맥류 클리핑법 등을 발달시켰다.
진단기술로는 1927년 안토니우 에가스 모니스에 의해 개발된 혈관조영술이 1953년 셀딩거에 의해 선택적 혈관조영법으로 개량되어 뇌혈관질환의 진단이 비약적으로 진보하였고, 종양에 양분을 공급하는 혈관을 선택적으로 볼 수 있는 기술이 만들어졌다. 1971년에는 컴퓨터단층촬영이 개발돼 비침습적인 뇌 단면 진단이 가능해졌고, 1980년대에 들어서며 자기공명영상이 진료에 사용되기 시작했다.

## 교육
국가마다 개인이 신경외과 수술을 합법적으로 수행하기 위한 요구 사항이 다르며 교육 방법도 다양하다. 대부분의 국가에서 신경외과 의사 수련은 의과대학 졸업 후 최소 7년의 기간이 필요하다.

### 미국
미국에서 신경외과 의사는 일반적으로 4년의 학부 교육, 4년의 의대 및 7년의 레지던트(PGY-1-7)를 완료해야 한다. 전부는 아니지만 대부분의 레지던트 프로그램에는 기초 과학 또는 임상 연구의 일부 구성 요소가 있다. 신경외과 의사는 레지던트 과정을 마친 후 펠로우십 형태로 추가 교육을 받거나 경우에 따라 엔폴딩 펠로우십 형태의 시니어 레지던트가 될 수 있다. 이러한 휄로우십에는 소아 신경외과, 외상/신경 중환자 치료, 기능 및 정위 수술, 외과 신경 종양학, 방사선 수술, 신경혈관 수술, 두개골 기저 수술, 말초 신경 및 복합 척추 수술이 포함된다. 펠로우십은 일반적으로 1년에서 2년에 걸쳐 진행된다. 미국에서 신경외과는 전체 의사의 0.5%에 불과한 매우 작고 경쟁이 치열한 전문 분야이다.

### 영국
영국에서는 학생들이 의대에 입학해야 한다. MBBS 자격(의학 학사, 외과 학사)은 학생의 진로에 따라 4년에서 6년이 걸린다. 새로 자격을 갖춘 의사는 2년 동안 지속되는 기초 교육을 완료해야 한다. 이것은 수술을 포함한 다양한 의료 전문 분야를 다루는 병원 또는 임상 환경의 유료 교육 프로그램이다. 그런 다음 주니어 의사가 신경 외과 경로에 지원한다. 대부분의 다른 외과 전문 분야와 달리 현재 약 8년(ST1-8)이 소요되는 자체 독립적인 교육 경로가 있다. 충분한 양의 경험과 연습을 통해 컨설턴트 시험에 응시할 수 있기 전에. 신경외과는 진입이 가능한 가장 경쟁력 있는 의료 전문 분야로 일관되게 남아 있다.

### 인도
인도에서 신경외과 의사가 되려면 MBBS 학위가 있어야 한다. MBBS 학위를 취득한 후 인도에서 신경 외과 의사가 되는 두 가지 경로가 있다. 하나의 경로는 3년의 일반 일반 외과 레지던트에 이어서 3년의 신경외과 레지던트를 수행하는 것이며, 다른 경로는 MBBS 후 수년간의 신경외과 레지던트를 지시하는 것이다. 국내 대부분의 의과대학과 수련병원에서는 일반외과 3년 과정의 신경외과 과정을 제공하고 있다. 국내 일부 기관 및 병원에서는 MBBS 후 신경외과 레지던트 과정을 6년 동안 제공한다. 인도에서 신경외과에서 인정하는 학위는 신경외과 박사(DrNB Neurosurgery) 또는 의과대학에서 수여하는 MCh 학위로 내셔널 보드(National Board) 인증으로, 둘 다 동등한 것으로 간주된다. 학위를 수여받은 후 신경외과 의사는 해당 국가에서 컨설턴트로 독립적으로 활동하거나 더 많은 교제를 추구할 수 있다. 많은 신경외과 의사들이 최소 6년의 신경외과 훈련을 옹호하는 등 신경외과 3년이 충분한지에 대한 논란이 국내에서 진행 중이다. 신경외과는 국내에서 가장 경쟁이 치열한 전문 분야 중 하나이지만 고용량 센터에서 일주일에 70시간 이상의 작업을 쉽게 요구하는 스트레스가 많은 철저한 훈련으로 인해 중퇴율이 높다. 또한 경쟁이 치열한 직업, 다른 전문 분야의 근무 시간이 비슷하거나 더 많은 급여, 고소 위험이 높음, 높은 사망률 및 환자의 예후가 좋지 않아 테이크가 많지 않기 때문에 경쟁 좌석이 비어있는 경우가 있다.

## 저명한 신경외과의
- 벤 카슨
- 하비 쿠싱
- 월터 댄디
- 와일더 펜필드